# Cocoliztli

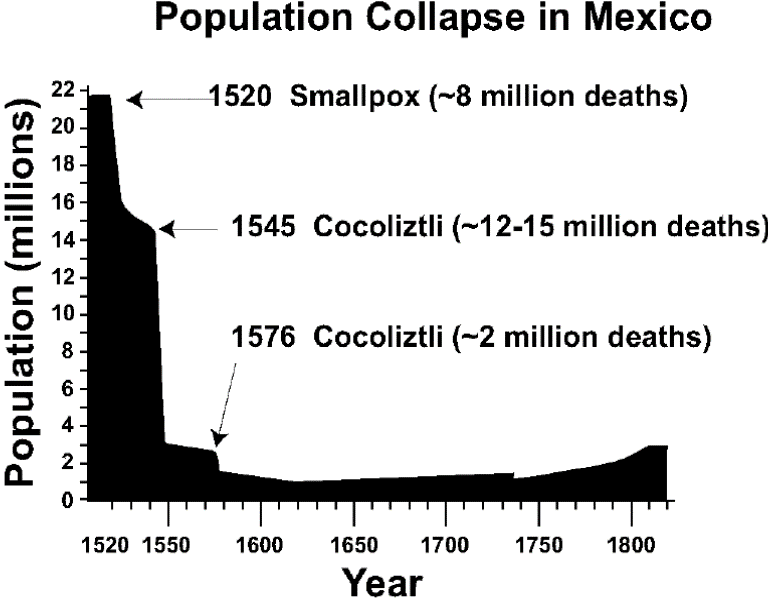

Cocoliztli war ein hämorrhagisches Fieber, das in Mexiko und Guatemala auftrat. Die betroffenen Menschen bluteten stark aus Mund und Nase. Die Epidemien von 1545 und 1576, denen schon eine Pockenepidemie in den Jahren 1519 bis 1520 vorangegangen war, kosteten Millionen das Leben. Forscher gehen davon aus, dass etwa 80 bis 90 Prozent der damals 25 Millionen Menschen in dieser Region daran starben. Die Einwohnerzahl regenerierte sich über mehrere Jahrhunderte lang nicht. Der Erreger war wahrscheinlich Salmonella Typhimurium.